# Enicospilus chion
Enicospilus chion là một loài tò vò trong họ Ichneumonidae.